# Rajd de Lugano 1974
Rajd de Lugano 1974 (13. Rallye de Lugano) – 13. edycja rajdu samochodowego Rajd de Lugano rozgrywanego we Szwajcarii. Rozgrywany był od 11 do 13 października 1974 roku. Była to dwudziesta druga runda Rajdowych Mistrzostw Europy w roku 1974.

## Klasyfikacja rajdu
| Miejsce                      | Kierowca                     | Pilot                        | Samochód                     | Czas                         | Strata                       |                              |
| Klasyfikacja generalna i ERC | Klasyfikacja generalna i ERC | Klasyfikacja generalna i ERC | Klasyfikacja generalna i ERC | Klasyfikacja generalna i ERC | Klasyfikacja generalna i ERC | Klasyfikacja generalna i ERC |
| ---------------------------- | ---------------------------- | ---------------------------- | ---------------------------- | ---------------------------- | ---------------------------- | ---------------------------- |
| 1.                           | Walter Röhrl                 | Jochen Berger                | Opel Ascona 1.9 SR           | 40:01                        | 0.0                          |                              |
| 2.                           | Anna Cambiaghi               | Luana Vanzi                  | Fiat 124 Abarth Spider       | 50:40                        | +10:39                       |                              |
| 3.                           | Carlo Bianchi                | Pietro Silva                 | Porsche 911 Carrera RS       | 1:01:21                      | +21:20                       |                              |
| 4.                           | Angelo Beretta               | Giovanni Pirovano            | Alfa Romeo 2000 GTV          | 1:03:18                      | +23:17                       |                              |
| 5.                           | Walter Finzi                 | Ernesto Faggioli             | Opel Ascona                  | 1:06:11                      | +26:10                       |                              |
| 6.                           | Cesare De Angelis            | Giuseppe Gasparoli           | Lancia Fulvia HF             | 1:11:45                      | +31:44                       |                              |
| 7.                           | Martinelli                   | Nahmias                      | Lancia Fulvia HF             | 1:14:58                      | +34:57                       |                              |
| 8.                           | Giuseppe Bertolo             | Abbiate                      | Lancia Fulvia HF             | 1:22:05                      | +42:04                       |                              |
| 9.                           | Paolo Buzzi                  | Gérard Tissot                | Lancia Fulvia HF             | 1:23:11                      | +43:10                       |                              |
| 10.                          | Alberto Mella                | Giancarlo Porro              | Alfa Romeo Alfetta           | 1:27:04                      | +47:03                       |                              |